# ᴮ
Cette page contient des caractères spéciaux ou non latins. S’ils s’affichent mal (▯, ?, etc.), consultez la page d’aide Unicode.
ᴮ, appelée b majuscule en exposant, b majuscule supérieur ou lettre modificative majuscule b, est un graphème utilisé dans l’écriture du chatino et un symbole phonétique utilisé dans l’alphabet phonétique ouralique, notamment dans les travaux d’Eliel Lagercrantz (fi). Il est formé de la lettre majuscule latine B ‹ B › mise en exposant.

## Utilisation
En chatino, le b majuscule en exposant est utilisé pour représenter un ton.

## Représentations informatiques
La lettre modificative majuscule b peut être représentée avec les caractères Unicode suivants (Latin étendu – supplément phonétique) :
| formes       | représentations | chaînes de caractères | points de code | descriptions                    |
| ------------ | --------------- | --------------------- | -------------- | ------------------------------- |
| modificative | ᴮ               | ᴮ                     | U+1D2E         | lettre modificative majuscule b |